# Ashleyhay
Ashleyhay – wieś w Anglii, w hrabstwie Derbyshire, w dystrykcie Amber Valley. Leży 17 km na północ od miasta Derby i 199 km na północny zachód od Londynu. Miejscowość liczy 105 mieszkańców.